# 제607항공작전센터
제607항공작전센터(607th Air Operations Center)는 미국 태평양 공군 관할지역 중의 하나인 한반도에 주둔하고 있는 주한 미군 공군인 제7공군의 항공작전센터이다.

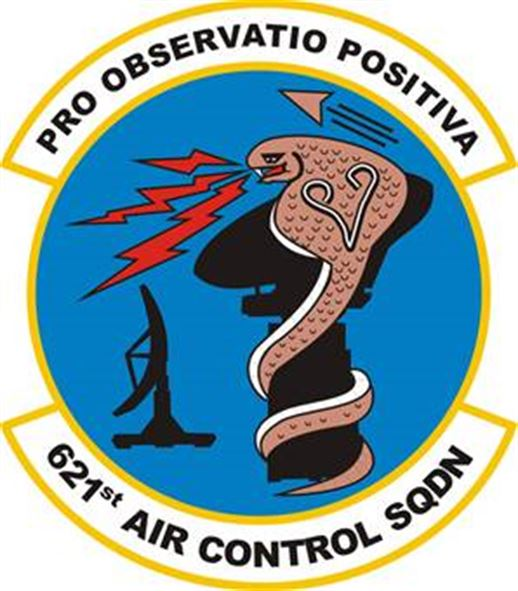
제621항공관제대대

한반도 지역에서의 항공작전을 관할하며, 항공 교통 관제 임무는 제621항공관제대대(621th AC Sq)에서 맡고 있다.

## 계보
- 1994년 12월 12일, 607 Air Operations Group→제607항공작전전대로 설립됨.
- 1994년 12월 15일, 가동됨.
- 2008년 1월 18일, 607 Air and Space Operations Center→제607항공우주작전센터로 재지정됨.
- 2014년 11월 1일, 607 Air Operations Center→제607항공작전센터로 재지정됨.

## 참고
- “607 Air Operations Center (PACAF)” (영어). Air Force Historical Research Agency. 2017년 7월 7일. 2020년 9월 1일에 확인함.